# جنگ‌افزار شیمیایی
جنگ‌افزارهای شیمیایی ابزارها یا موادی هستند که به وسیله آن‌ها انسان‌ها یا دیگر موجودات زنده را هدف قرار می‌دهند. در اثر تماس مستقیم این مواد با هر قسمت از بدن جاندار، بدن وی آلوده شده و جاندار به انواع بیماری‌های عمومی یا انحصاری آن ماده مبتلا می‌شود. این مواد می‌توانند به صورت جامد، مایع یا گاز استفاده شوند.
به عبارت دیگر عوامل شیمیائی به ترکیباتی گفته می‌شود که در صورت کاربرد مؤثر علیه انسان، حیوان یا گیاه، منجر به مرگ یا ضایعات قابل توجه دائمی یا موقتی در ساختار اندامی آن‌ها می‌شود.
جنگ‌افزارهای شیمیایی از نظر نظامی به ۶ گروه سمی و کشنده، ناتوان‌کننده، استفاده برای کنترل اغتشاش‌ها، دودزا، ضد گیاه و شعله‌زا و آتش‌زا تقسیم می‌شوند.

## پیشینه

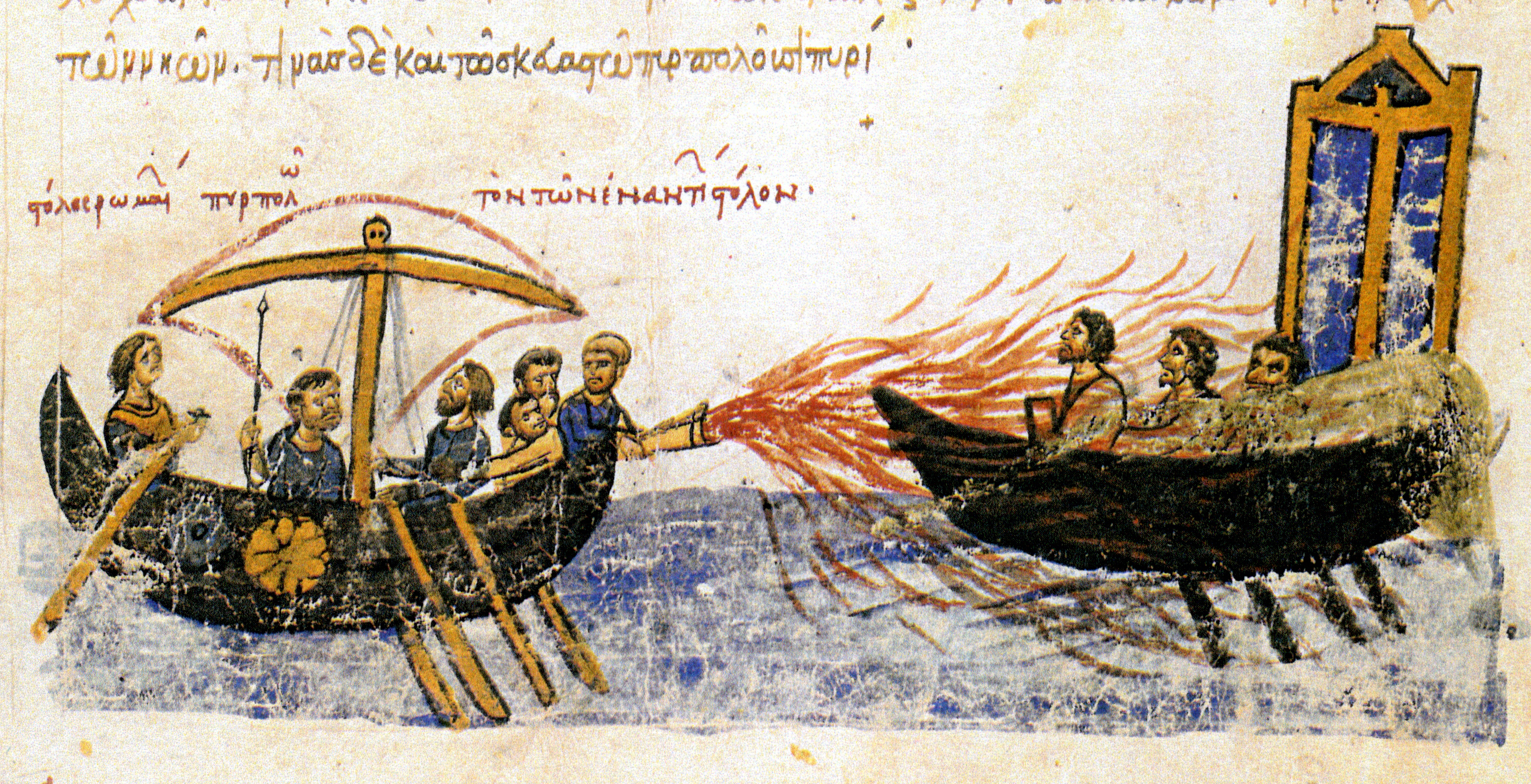
آتش یونانی-نگاره قدیمی

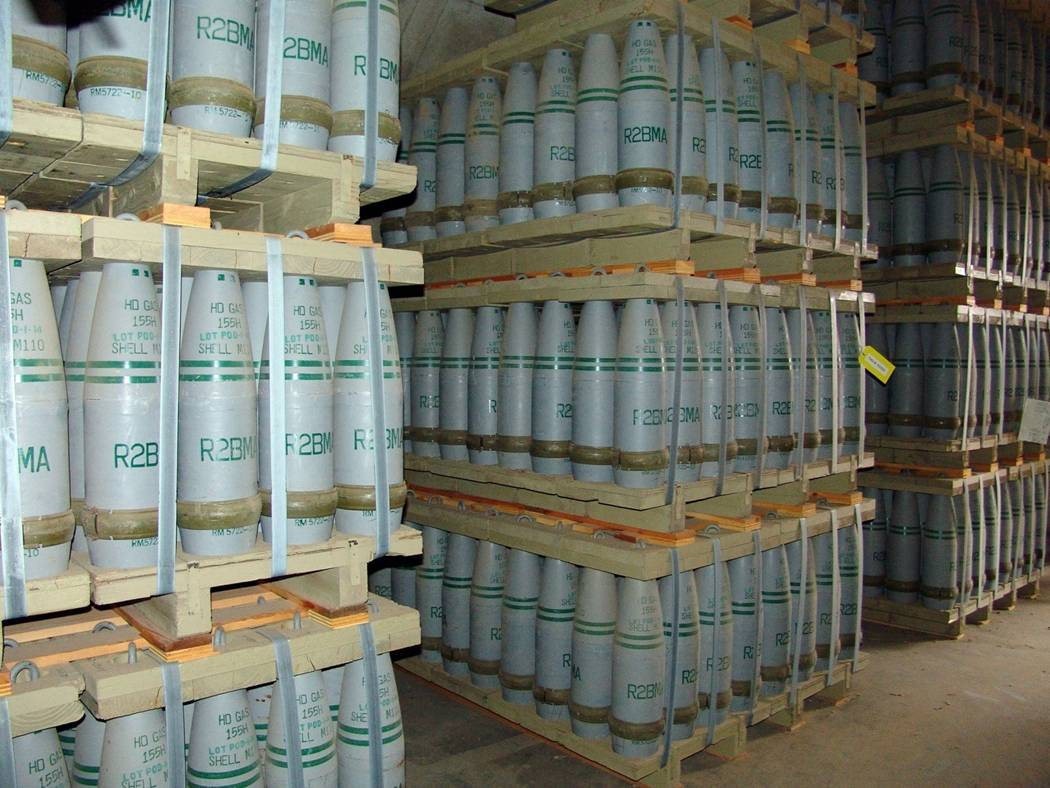
خمپاره‌های ۱۵۵ میلیمتری گازخردل ارتش آمریکا در مرکز ذخیره‌سازی سلاح‌های شیمیایی پوئبلو در ایالت کلرادو

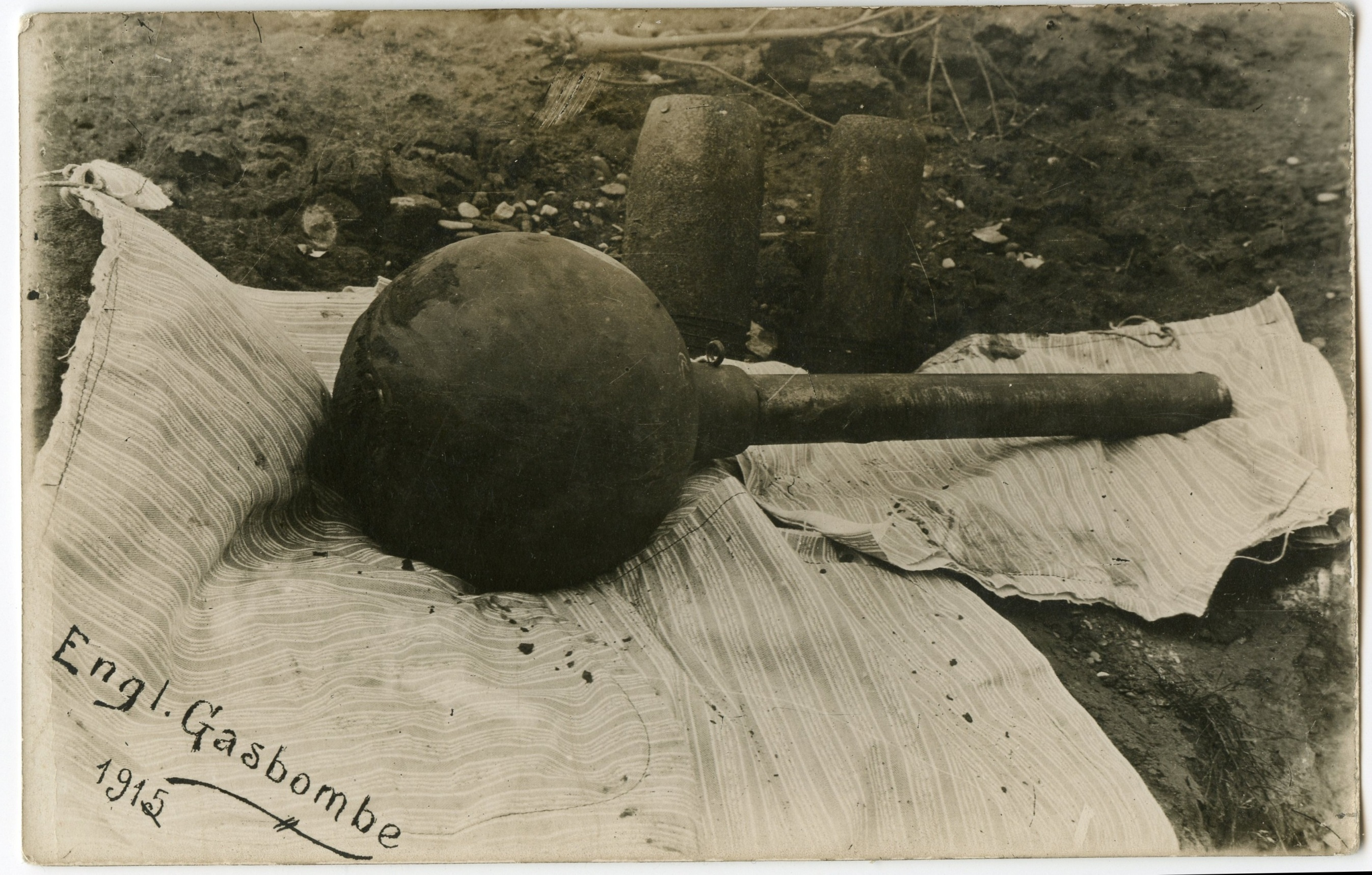
بمب شیمیایی انگلیسی در جنگ جهانی اول

جنگ‌افزارهای شیمیایی از جمله قیر، روغن‌ها، نفت، آتش یونانی، ناپالم، اسیدها، آرسنیک‌ها و غیره از دوران قدیم مورد مصرف قرار گرفته‌اند. برای نمونه اسپارت در جنگ‌های پلوپونز (سال‌های ۴۳۱ تا ۴۰۴ پیش از میلاد) اسیدهای گوگردی (از جمله دی‌اکسید سولفور) به‌کار می‌بردند.
طی جنگ جهانی اول برای نخستین بار افزارهای مدرن جنگ شیمیایی، به‌ویژه توسط آلمان، ساخته و به‌کار گرفته شد. این اعمال با اسید پاشی و پخش ساده گازهای کشنده مانند کلر آغاز شدند تا اینکه بعدها بتوانند با پرتاب این مواد به راه دور نفرات بیشتری از سربازان دشمن را نابود کنند. آلمانی‌ها پیوسته پیشرو این صنعت بوده‌اند.
در جریان جنگ اول جهانی کاربرد بیش از ۱۲۴ هزار تن مواد شیمیایی موجب مصدوم شدن حدود یک میلیون نفر و کشته شدن بین از یکصد هزار سرباز از طرفین جنگ گردید.
پس از پایان جنگ جهانی اول و با تصویب پروتکل ۱۹۲۵ ژنو توسط بیشتر کشورهای دنیا، کاربرد این سلاح ممنوع گردید.

## جنگ ویتنام
آمریکایی‌ها نیز در جنگ ویتنام هزاران تُن عامل نارنجی بروی جنگل‌های منطقه ریختند تا آن مکان‌ها یعنی (مخفی گاه ویت کنگ‌ها) را تبدیل به بیابان کنند. بخش عمده این ماده را نیز آلمان‌ها در اختیار آمریکایی‌ها قرار دادند. تحت تأثیر این ماده مهلک دی‌اکسین‌دار هنوز پس از ۴۰ سال، در ویتنام بچه‌های معلول به دنیا میایند.

## جنگ ایران و عراق
با وجود تصویب پروتکل ۱۹۲۵ ژنو رژیم عراق در طول جنگ ایران و عراق با نقض این معاهده بین‌المللی وسیعترین حملات شیمیایی پس از جنگ جهانی اول را مرتکب شد.
صدام حسین از سال ۱۹۸۴ به بعد به‌طور گسترده از تابون استفاده می‌کرد، اما این ماده گران بود و پیدا کردن مواد لازم برای ساخت آن هم سخت بود او بعدها بیشتر به سراغ گاز وی ایکس رفت که قدرت و دوام بیشتری داشت. او در سال ۱۹۸۸ حدود ۴ تن از این گاز را در اختیار داشت. اما ماده شیمیایی که در حجم وسیع‌تری در دسترس او قرار داشت، گاز سارین بود. صدام حسین به گاز خردل هم علاقه داشت، چرا که این گاز اثرات درازمدتی نظیر کوری، انواع سرطان، ناباروری و نقص عضوهای پیش از تولد داشت.
بر اساس گزارش‌های بازرسان سازمان ملل متحد از سال ۱۹۸۴ تا ۱۹۸۸ در موارد متعددی از گاز خردل و نیز عوامل اعصاب علیه رزمندگان ایرانی و غیر نظامیان ساکن روستاها و شهرهای مرزی ایران استفاده شد.
رژیم صدام همچنین در جریان عملیات انفال علیه مناطق کردنشین شمال عراق به ویژه شهرستان سردشت که اولین شهر شیمیایی ایران بود حملات شیمیایی وسیعی را علیه مردم این مناطق انجام داد که حمله شیمیایی به حلبچه در مارس ۱۹۸۸ و کشتار بیش از پنج هزار نفر از مردم این شهر از آن جمله است.
در جنگ ایران و عراق شرکت‌های آلمانی بزرگترین صادرکننده جنگ‌افزارهای شیمیایی یا تجهیزات و کارخانه‌های ساخت این سلاح‌ها به عراق بودند. البته فرانسه، هلند، انگلیس، شوروی و غیره هم در صدور غیرقانونی مواد اولیه ساخت این سلاح‌ها یا سایر تجهیزات مرتبط به عراق نقش مهمی داشتند.
این حملات شیمیایی منجر به مصدوم شدن بیش از یکصد هزار نفر در ایران گردید که بسیاری از آنان هنوز به عوارض و بیماری‌های ناشی از مصدومیت شیمیایی مبتلا هستند و نیازمند مراقبت‌های پزشکی هستند.
فهرست کشورهای فروشنده مواد و تجهیزات جنگ‌افزار شیمیایی به عراق
| کشور فروشنده | مواد اولیه تن | درصد تجهیزات فروخته شده | تعداد محفظه یا پوسته بمب |
| ------------ | ------------- | ----------------------- | ------------------------ |
| مصر          | ۲٫۴۰۰         |                         | ۲۸٫۵۰۰                   |
| برزیل        | ۱۰۰           |                         |                          |
| چین          |               |                         | ۴۵٫۰۰۰                   |
| آلمان        | ۱٫۰۲۷         | ۵۲٬۶٪                   |                          |
| فرانسه       |               | ۲۱٬۶٪                   |                          |
| هندوستان     | ۲٫۳۴۳         |                         |                          |
| ایتالیا      |               |                         | ۷۵٫۰۰۰                   |
| لوکزامبورگ   | ۶۵۰           |                         |                          |
| هلند         | ۴٫۲۶۱         |                         |                          |
| اتریش        |               | ۱۶٬۰٪                   |                          |
| سنگاپور      | ۴٫۵۱۵         |                         |                          |
| اسپانیا      |               | ۴٬۴٪                    | ۵۷٫۵۰۰                   |

فهرست کشورهایی که مواد شیمیایی، تجهیزات فنی/مهندسی و محفظه (پوسته) ساخت بمب، کلاهک موشک ویژه سلاح‌های شیمیایی را به عراق صادر کرده و در تولید جنگ‌افزار سهیم بوده‌اند، تکمیل نیست و آمار ایالات متحد و انگلستان در دست تحقیق هستند. عراق در این رابطه در سال ۱۹۹۱م گزارش داد که ۱۷۶۰۲ تن مواد شیمیایی دریافت کرده‌است.

## جنگ داخلی سوریه
بنابه گزارش‌های سازمان ملل حکومت سوریه در جنگ داخلی سوریه در موارد بسیاری از جنگ‌افزار شیمیایی استفاده کرده‌است. از این حمله‌ها می‌توان به حمله شیمیایی خان شیخون، حملات شیمیایی غوطه، حمله شیمیایی دوما (۲۰۱۸) اشاره کرد. دولت سوریه دست داشتن در این حملات را انکار کرده و آن را به شورشیان نسبت می‌دهد. یک مورد هم از استفاده از جنگ‌افزار شیمیایی توسط داعش ثبت شده‌است.

## معاهدات بین‌المللی در زمینه سلاح‌های شیمیایی
اولین توافقنامه بین‌المللی منع کاربرد سلاح‌های شیمیایی به سال ۱۶۷۵ بر می‌گردد، هنگامی که معاهده‌ای مبنی بر عدم کاربرد گلوله‌های سمی میان فرانسه و آلمان در استراسبورگ امضا شد. در طول دویست سال پس از آن با روند صنعتی شدن و پیشرفت تکنولوژی شیمیایی امکان توسعه سلاح‌های شیمیایی در سطح وسیع فراهم آمد. در سال ۱۸۷۴، کنوانسیون بروکسل در مورد قانون و عرف جنگ تصویب شد. این کنوانسیون استفاده از سم یا سلاح‌های سمی و نیز کاربرد تسلیحات، پرتابه‌ها یا موادی به منظور ایجاد درد و رنج غیرضروری را ممنوع کرد. در سال ۱۸۹۹ کنفرانس صلح در لاهه برگزار شد که به امضای توافقنامه‌ای معروف به بیانیه لاهه انجامید و بر اساس آن کاربرد پرتابه‌ها ی حاوی گاز سمی ممنوع گردید.
وحشتی که از جنگ‌افزارهای شیمیایی در طول جنگ جهانی اول تجربه شد به چنان خشمی در میان کشورهای دنیا دامن زد که تصمیم گرفتند کاربرد مواد شیمیایی یا سلاح‌های شیمیایی را برای همیشه در جنگ ممنوع کنند. این تعهد به امضای پروتکل ۱۹۲۵ ژنو مبنی بر منع کاربرد گازهای خفه‌کننده، سمی و گازهای دیگر و استفاده از شیوه‌های میکروبی در جنگ انجامید. ایران در ۵ نوامبر ۱۹۲۹ و عراق در ۸ سپتامبر ۱۹۳۱ به این معاهده پیوستند. البته کشورهایی مثل اسرائیل آن را امضا نکردند. (دولت اسرائیل در سال ۱۹۴۸ تأسیس شده‌است و در زمان امضا توسط ایران و عراق وجود خارجی نداشت)
پروتکل ژنو کاربرد سلاح‌های شیمیایی را در جنگ ممنوع می‌کند اما گسترش، تولید و مالکیت چنین سلاح‌هایی را ممنوع نمی‌کند. بسیاری از کشورها پروتکل ژنو را امضا کردند اما این حق را برای خود محفوظ نگه داشتند که چنانچه خود یا متحدانشان مورد حمله با سلاح‌های شیمیایی قرار گرفتند، به همان صورت مقابله کنند. در ضمن بسیاری از امضا کنندگان پروتکل این حق را برای خود محفوظ نگاه داشتند که در مقابل کشورهایی که به پروتکل نپیوسته‌اند از سلاح‌های شیمیایی استفاده کنند.
به‌دنبال حملات شیمیایی وسیع رژیم صدام علیه ایران در دهه ۸۰ میلادی و تلفات هولناک ناشی از این حملات، جامعه جهانی در دهه ۱۹۹۰ موفق به تهیه پیمانی شد که به نابودی سلاح‌های شیمیایی و نیز عدم گسترش این سلاح‌ها و مواد شیمیایی سمی به کار رفته در آن‌ها در سراسر دنیا رسیدگی می‌کند. کنوانسیون منع گسترش، تولید، ذخیره و استفاده از سلاح‌های شیمیایی و نابودی آن‌ها (یا کنوانسیون سلاح‌های شیمیایی، CWC) در تاریخ ۱۳ ژانویه ۱۹۹۳ در پاریس برای امضا آماده شد و در سال ۱۹۹۷ اجرایی گشت.
در حال حاضر سازمان منع سلاح‌های شیمیایی (OPCW)در لاهه هلند مسئول اجرای مفاد این کنوانسیون می‌باشد. تا ژانویه ۲۰۱۲ یکصد و هشتاد و هشت کشور دنیا به عضویت این سازمان درآمده و کنوانسیون مذکور را تصویب نموده‌اند.

## انواع سلاح‌های شیمیایی
بمب‌های شیمیایی سه نوع جامد، مایع و گاز دارند. از حالت جامد آن در ارتفاعات و در مناطق برفی استفاده می‌شود و این‌گونه بمب‌ها با آب شدن برف در آن حل شده و پایین می‌آیند و در نهایت افراد زیادی را مسموم می‌کنند. از انواع مایع آن برای حل کردن در آب رودخانه‌ها و منابع استفاده می‌کنند. نوع گازی آن نیز از بقیه انواع آن پرکاربردتر است و در مناطق مختلف (بیشتر مکان‌های وسیع و باز) استفاده می‌شود.
| نوع سلاح             | برد برحسب کیلومتر | مقدار عامل شیمیایی بر حسب کیلوگرم |
| خمپاره               | ۴۱۱۸۷             | ۴۰۹۷۰                             |
| توپ هویتزر           | ۴۰–۱۰             | ۴۱۰۹۱                             |
| راکت‌های چند پرتابه   | ۳۰–۱۰             | ۲۰–۲                              |
| موشک‌های کوتاه برد    | ۶۰–۵۰             | ۲۰۰                               |
| موشک‌های زمین به زمین | ۱۳–۱۲۰            | ۷۵۰–۲۵۰                           |
| بمب                  | -                 | ۱۵۰–۵۰                            |
| مخازن پاشنده         | -                 | ۶۰۰–۳۰۰                           |
| محفظه گوی مانند      | ۱۰۰۰              | ۲۵۰–۲۰                            |